# Rio Valparaíso
Pour les articles homonymes, voir Valparaiso (homonymie).
 (janvier 2021).
Si vous disposez d'ouvrages ou d'articles de référence ou si vous connaissez des sites web de qualité traitant du thème abordé ici, merci de compléter l'article en donnant les références utiles à sa vérifiabilité et en les liant à la section « Notes et références ».
Le rio Valparaíso est un cours d'eau brésilien qui baigne l'État d'Acre. C'est un affluent de la rive droite du rio Juruá, donc un sous-affluent de l'Amazone.

## Géographie
Il prend sa source sur le territoire de la municipalité de Porto Walter. Il arrose les communes de Porto Walter et Cruzeiro do Sul. 